# Luxussteuer
Die Luxussteuer (englisch luxury tax) ist in der Finanzwissenschaft und in der Steuerlehre eine Aufwand- oder Verbrauchsteuer, deren Steuerobjekt Luxusgüter sind.

## Allgemeines
Diese Steuerart kann als Besitzsteuer auf den Besitz von Luxusgütern ausgelegt sein oder als Verkehrsteuer auf die Veräußerung von Luxusgütern (typischerweise als Luxusumsatzsteuer oder erhöhten Umsatzsteuersatz auf Luxusgüter). Da die Frage, was als „Luxus“ anzusehen ist, nicht objektiv beantwortet werden kann, ist die (Forderung nach einer) Luxussteuer manchmal auch ein politisches Schlagwort.
Vielfach werden Verbrauchsteuern auf entbehrliche Gegenstände wegen ihrer luxuriösen Natur als Luxussteuern bezeichnet. Luxussteuern sind Aufwand- oder Verbrauchsteuern auf Luxusgüter. Damit würden jedoch lediglich luxuriöse Verbrauchsgüter (wie Champagner, Kaviar oder Safran) von den Luxusgütern erfasst, obwohl es auch luxuriöse Gebrauchsgüter gibt (Luxuswagen, Luxusyachten, Luxuswohnungen). Zusammenfassend sind Luxusgüter Produkte von hoher Produktqualität mit Hochpreisstrategie.

## Geschichte
In Rom gab es 570 eine Luxussteuer auf Luxussklaven, Schmuck und bunte Frauenkleider. Um 1500 tauchte in Deutschland erstmals eine Hundesteuer im Zusammenhang mit Jagdfrondiensten der Bauern auf („Hundekorn“), die später als „Hundsgeld“ auf die allgemeine Hundehaltung ausgedehnt wurde. Bayern führte 1554 eine Steuer auf Silbergeschirr ein. Die Kremser Luxussteuer von 1697 besteuerte das Tragen von Gold, Silber und Perücken als ausländischer Luxus. Wer Perücken trug, war reich und konnte deshalb auch eine Luxussteuer verkraften.
Für Joseph von Sonnenfels galt 1776 die Luxussteuer als „Zins der Eitelkeit“. England führte ab 1777 nacheinander Luxussteuern (englisch assesed taxes) auf männliche Dienstboten (1777–1885), Reitpferde (1784–1874), Jagdscheine (1784–1885), Rennhunde (1796–1885), Wand- und Taschenuhren (1797–1798) oder Adelswappen (1798–1885) ein.
In Preußen war ab 1810 die Hundesteuer auch für Katzen, Enten, Pferde und Stubenvögel zu entrichten. In Deutschland wurde bis 1926 eine Luxusumsatzsteuer als erhöhte Umsatzsteuer auf bestimmte Luxusgüter erhoben.
In der Schweiz wurde zwischen November 1942 und 1958 eine Luxussteuer erhoben.

## Erhebungsform
Die Luxussteuer kann entweder als erhöhte Umsatzsteuer oder als eigenständige Steuerart erhoben werden. Im Sachzusammenhang mit Luxussteuern standen oder stehen Verbrauchsteuern wie Hundesteuer, Jagdsteuer, Kaffeesteuer, Leuchtmittelsteuer, Schaumweinsteuer, Spielkartensteuer oder Vergnügungsteuer.

## Ziele
Befürworter von Luxussteuern nennen folgende Ziele:
- Das Primärziel einer Steuer ist stets, Steuereinnahmen für den Staat zu erzielen.
- Mit einer Luxussteuer wird beabsichtigt, die Wohlhabenden stärker zu besteuern, weil diese eher Luxusgüter wie z. B. Schmuck, teure Automobile oder Yachten erwerben. In vielen Ländern werden/wurden z. B. Autos, Schmuck oder Pelze mit einer Luxussteuer belegt.
- Handelspolitische Gründe sind vielfach der Versuch einer Verteuerung ausländischer (Luxus-)Produkte. Es handelt sich um eine Form des Protektionismus.
- Auch eine ethische Begründung wird genannt: In der Geschichte sind eine Vielzahl von Gesetzen gegen Luxus erlassen worden. Meistens sollte der Aufwand für Kleider, Gastmähler und Begräbnisse in Schranken gehalten werden, teils aus ethischen Gründen, teils um die Verarmung zu verhindern oder eine Abgrenzung der Stände voneinander äußerlich zu ermöglichen.[12]

Der letzte Punkt ist Gegenstand ökonomischer Literatur. Die Streitfrage, ob Luxuskonsum durch Luxussteuern (erwünschter maßen) in Form eines Lenkungssteuer reduziert werden kann, ist schwer zu beantworten. Generell führt nach der Neoklassischen Theorie eine Besteuerung zu einer Preiserhöhung (durch Steuerüberwälzung auf den Endkunden) und damit zu einem Marktgleichgewicht bei niedrigerem Umsatz. Während einzelne Autoren diesen Zusammenhang auch für Luxussteuern sehen, erkennen andere Autoren keine Lenkungswirkung: Der Nutzen des Luxusguts ist es, dass Luxuswaren so teuer sind, dass sie sich nicht jeder leisten kann. Damit führen Preiserhöhungen nicht zwingend zu einer Reduzierung der Nachfrage: Der Status des Käufers steigt durch den Erwerb, weil das Luxusgut teurer geworden ist, und damit steigt die Nachfrage.

## International

### Deutschland
Als unermüdlicher Erfinder neuer Abgaben galt Friedrich I. von Preußen, der im März 1698 eine Perücken- und Karossensteuer einführte, die im November 1717 wieder abgeschafft wurde. Im Januar 1762 führte Preußen die Dienstbotensteuer ein. Ebenso wurde die heute noch existente Hundesteuer in Preußen im Jahre 1810 als Luxussteuer erstmals initiiert. Kaiser Wilhelm II. führte im Mai 1902 die Sektsteuer als Luxussteuer ein, sie lebt heute als Schaumweinsteuer fort. In der Weimarer Republik bestand 1919 bis 1926 eine Luxusumsatzsteuer. Es handelte sich um einen erhöhten Umsatzsteuersatz (der Aufschlag betrug anfänglich 15 %) für bestimmte Luxusgüter, der in den §§ 15–24 des Umsatzsteuergesetzes vom 24. Dezember 1919 geregelt war. Die Luxussteuer war hoch umstritten. Der liberale Reichsfinanzminister Peter Reinhold bezeichnete die Luxussteuer als die „gefährlichste und sinnloseste“ Steuer, da diese die deutsche Qualitätsarbeit besteuere. Die Steuerpflicht beim Verkauf von Kunstwerken wurde als schädlich für den Kunstbetrieb angesehen. Am 1. Oktober 1922 wurde der Katalog der betroffenen Luxusgüter verringert. Der Steuersatz wurde zum 1. Januar 1925 auf 10 % und zum 1. April 1925 auf 7,5 % gesenkt. Mit dem Gesetz über die Steuermilderungen zur Erleichterung der Wirtschaftslage vom 31. März 1926 wurden neben der Luxussteuer die Salzsteuer und die Weinsteuer abgeschafft und die Fusionssteuer sowie der Mehrwertsteuersatz gesenkt. Der Grund war auch ein rein fiskalischer: Die Kosten der Eintreibung überstiegen den Steuerertrag erheblich.

### Österreich

#### Luxussteuer der Stadt Wien in der Zwischenkriegszeit
Mit der Trennung Wiens von Niederösterreich bekam die Gemeinde Wien, wie sich die Stadt bis 1934 stets nannte, als eigenes Bundesland die Finanzhoheit. Finanzstadtrat Hugo Breitner führte ein Landessteuersystem ein, das rechnerisch extrem progressiv angelegt war. Zu diesen Steuern gehörte die Wohnbausteuer, eine Abgabe, die pro Arbeitsplatz leisten musste, wer Angestellte in seinem privaten Haushalt beschäftigte („Hausgehilfinnensteuer“), eine Luxuswarenabgabe als Sonderumsatzsteuer (z. B. Sekt, Kaviar, Edelsteine, Antiquitäten) und auf Vergnügungen wie Bälle („Vergnügungssteuer“). Interessenvertreter der Wirtschaft wie Ludwig von Mises argumentierten gegen die Luxuswarenabgabe, dass diese besonders den Export und die Wettbewerbsfähigkeit der Wiener Wirtschaft im Ausland und bei den Touristen schädigen würde.

#### Luxussteuer 1978–1992
In Österreich wurde 1978 ein neuer, dritter Steuersatz der Umsatzsteuer mit 30 % festgesetzt. Diese (umgangssprachliche) Luxussteuer wurde auf Autos, Schmuck, Uhren, Pelze und Konsumelektronik erhoben. Die „Luxussteuer“ entfiel 1987 teilweise und 1992 gänzlich und wurde bei Autos durch die Normverbrauchsabgabe (NoVA), die zusätzlich zur Umsatzsteuer eingehoben wird, abgelöst.

### Schweiz 1942–1958
Die Luxussteuer wurde von 1942 bis 1958 erhoben auf Champagner, Filme, Parfümerie- und Kosmetikmittel, handgeknüpfte Bodenteppiche, Felle, Pelzwerke und Kleidungsstücke mit Pelzbesatz oder mit Pelzfutter, Perlen, Edelsteine, echte Bijouterie, Gold- und Silberschmiedwaren, Uhren mit Gehäusen aus Platin, Uhren in Gold, Platin oder Silberwaren gefasst oder mit Edelsteinen besetzt, photographische und Projektionsapparate, Grammophone und Schallplatten, Radioapparate und deren Bestandteile. 

### Italien
Zur Bewältigung der Schuldenkrise wurde 2012 in Italien eine Luxussteuer eingeführt, die Autos mit einer Motorleistung von mehr als 184 kW (250 PS), Schiffe und Boote mit einer Länge von mehr als 10 m und Privatflugzeuge betrifft.

### Niederlande
Zusätzlich zur Umsatzsteuer (von 21 %) gibt es die BPM-Steuer (niederländisch Belasting van Personenauto’s en Motorrijwielen) beim Kauf eines Autos oder Motorrads. Diese Luxussteuer basiert auf dem Wert und den CO2-Emissionen eines Kfz.

### USA
In den USA wurde die Luxussteuer im August 1993 nur zwei Jahre nach ihrer Einführung wieder abgeschafft.

### Weitere Staaten
Für bestimmte Luxusgüter werden in Dänemark und Finnland Luxussteuern erhoben.

## Wirtschaftliche Aspekte
Die Luxussteuer kann entweder eine Aufwandsteuer sein wie beispielsweise die Hundesteuer, welche die Hundehaltung zu privaten Zwecken besteuert, oder eine Verkehrsteuer, wenn bei der Veräußerung von Luxusgütern eine erhöhte Umsatzsteuer fällig wird.
Luxussteuern sollen die Reichen stärker belasten, weil sie Luxuskonsum betreiben. Dabei ist zu berücksichtigen, dass die Reichen wegen der Steuerprogression bereits bei ihrem hohen Einkommen durch einen höheren Steuersatz stärker belastet werden. Zudem gibt es die Möglichkeit einer Vermögensteuer. Luxuskonsum ist gekennzeichnet durch eine hohe Preiselastizität der Nachfrage, die für Luxusgüter mithin als sehr elastisch einzustufen ist. Werden Luxussteuern eingeführt oder erhöht, wirkt sich dies wegen steigender Güterpreise sofort durch eine rückläufige Güternachfrage aus. Luxussteuern sollen deshalb nicht den Luxuskonsum bekämpfen, sondern hohe Steuereinnahmen generieren. Da jedoch die Nachfrage nach Luxusgütern elastisch reagiert, versprechen sie keine hohen Steuereinnahmen, sondern gehören zu den Bagatellsteuern. Als Lenkungssteuer funktionieren sie mithin nicht.